# Belk
Belk es un pueblo ubicado en el condado de Fayette en el estado estadounidense de Alabama. En el censo de 2000, su población era de 214.

## Demografía
En el 2000 la renta per cápita promedia del hogar era de $32,188, y el ingreso promedio para una familia era de $43,333. El ingreso per cápita para la localidad era de $16,848. Los hombres tenían un ingreso per cápita de $30,313 contra $18,500 para las mujeres.

## Geografía
Belk se encuentra ubicado en las coordenadas 33°38′45″N 87°55′51″O / 33.64583, -87.93083 (33.645856, -87.930934).
Según la Oficina del Censo de los EE. UU., la ciudad tiene un área total de 1.33 millas cuadradas (3.45 km²).